# Umbellula monocephalus
Umbellula monocephalus är en korallart som beskrevs av Fedor Aleksandrovich Pasternak 1964. Umbellula monocephalus ingår i släktet Umbellula och familjen Umbellulidae. Inga underarter finns listade i Catalogue of Life.